# Illy (Espresso)
Die illycaffè S.p.A. ist ein italienisches Kaffeeunternehmen mit Sitz in Triest. Das Unternehmen ist im Bereich Kaffeeproduktion und -vertrieb tätig, speziell in der Espressoherstellung, darüber hinaus produziert es eigene Espressomaschinen.
Das Unternehmen wurde 1933 vom Kaffeehändler Francesco Illy gegründet und gehört zur Familienholding Gruppo Illy.

## Geschichte
Francesco Illy (1892–1956) war unter anderem ein Produktentwickler und konstruierte um 1934 mit der Illy Illeta eine Apparatur, die als Vorläuferin aller heute üblichen Espressomaschinen gilt. Mit der im Jahre 1933 patentierten Inertgastechnik gelang ihm die Haltbarmachung des handelsfertigen Kaffees unter Beibehaltung aller Aromen und Inhaltsstoffe. Dabei werden Metalldosen mit Inertgas angereichert (Die Restluft wird unter Druck durch Inertgas ersetzt) und nach der Füllung versiegelt.
Ernesto Illy (* 1925 in Triest; † 2008 ebenda) war von Beruf Chemiker und trat nach seinem Hochschulabschluss in das Unternehmen ein, das er von 1963 bis 2004 als Präsident führte. Danach wurde er Ehrenpräsident der Illycaffè S. p. A. und hatte dieses Amt bis zu seinem Tode inne. Ernesto Illy, der verstärkt auf wissenschaftliche Forschung und Technologie setzte, gründete das erste Labor, welches zur Stätte zahlreicher Erfindungen und Patente wurde. Derzeit hält Illycaffè 17 Patente in verschiedenen Bereichen der Kaffeeverarbeitung und -zubereitung.
Andrea Illy führt das Unternehmen heute in dritter Generation als Familienunternehmen. Er ist einer der beiden Präsidenten der  Stiftung Regenerative Society Foundation. 2022 hielt er vor dem Club of Rome eine Rede.
Das Unternehmen unterhält an der Universität Triest einen Lehrstuhl für Kaffeeverarbeitung. Von den 700 Mitarbeitern weltweit sind 400 in der Triester Zentrale tätig, wo sich auch sämtliche Produktionsanlagen befinden und alle Erzeugnisse verpackt werden; den anderen Standorten obliegen vorwiegend Vertriebs- und Verwaltungsaufgaben.

## Technologie- und Marktausrichtung

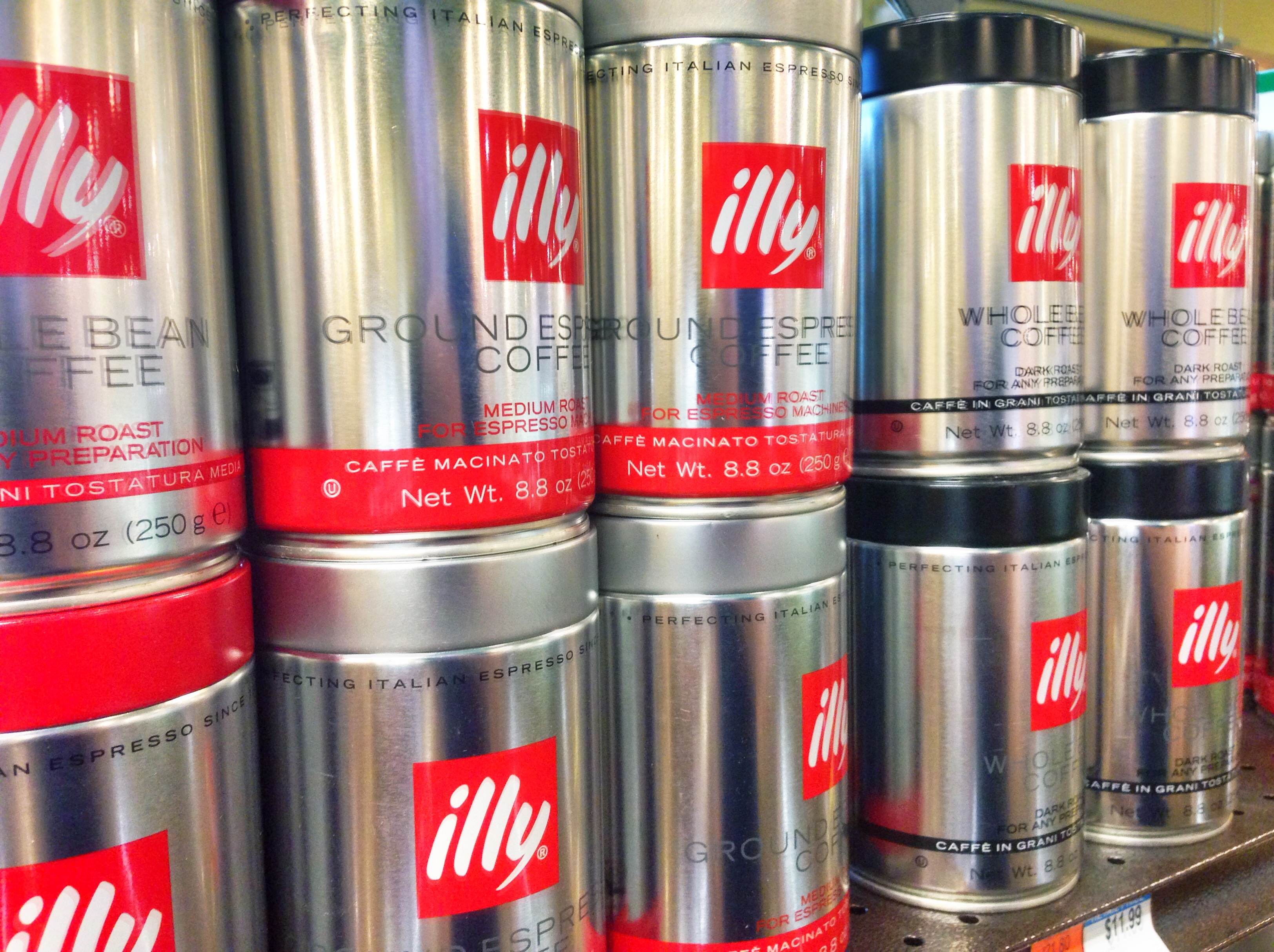
illy Kaffee im Einzelhandel

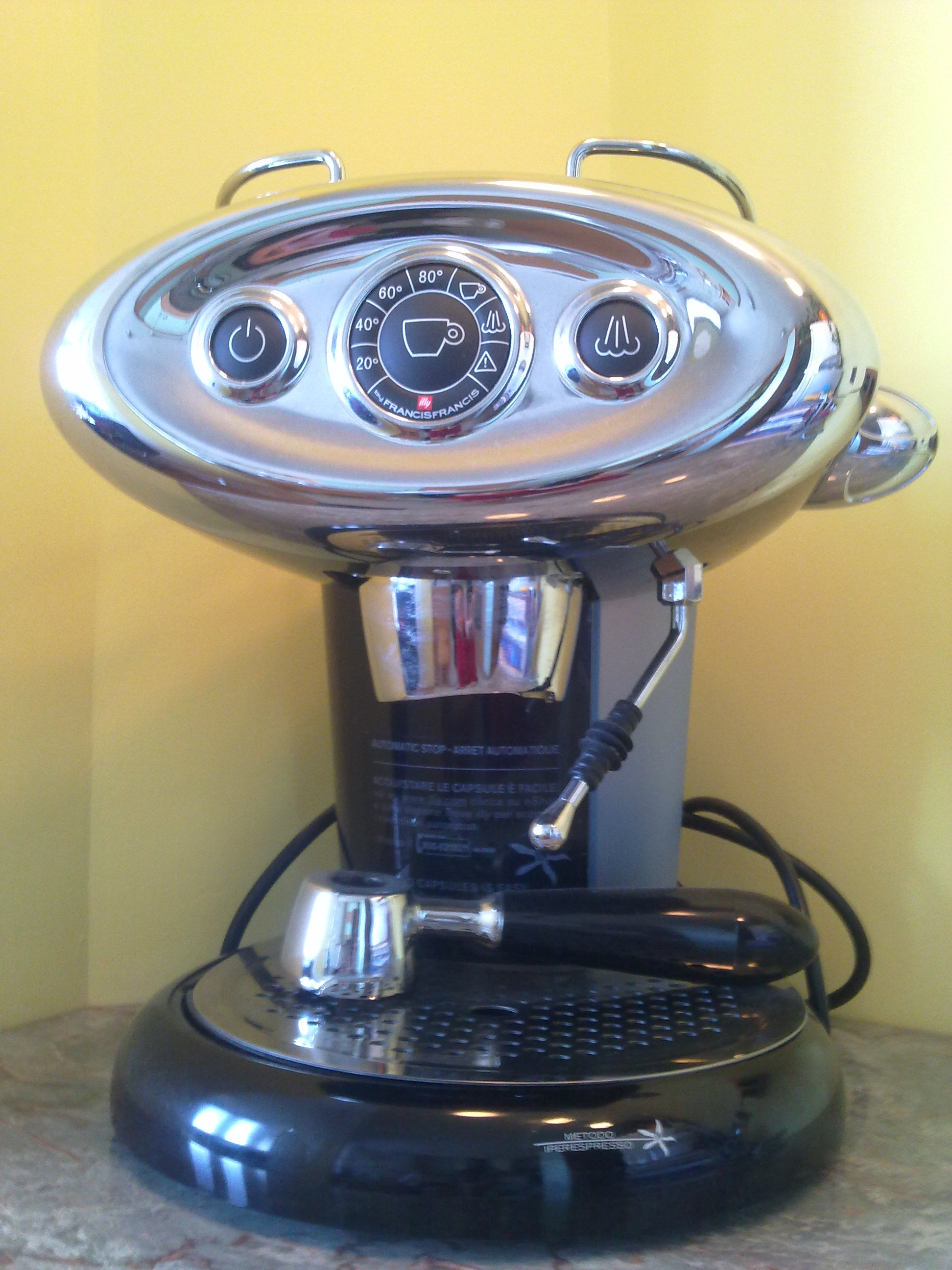
illy Espressomaschine

Illy entwickelt auch moderne Verfahren, mit denen Kaffeebohnen nach Farbe und Reifegrad automatisch sortiert werden oder in die umweltschonende Verarbeitung von Rohstoffen. Die Unternehmenssparte Forschung & Technologische Entwicklung (RTD)  betreibt zwei Großlabors, AromaLab und SensoryLab. Die beiden Einrichtungen sind in Triest angesiedelt und widmen sich der Analyse der im Kaffee enthaltenen Inhaltsstoffe und Aromen und der Erstellung von psycho-physiologischen Geschmacksstudien.
Für die Kaffeeherstellung verwendet Illy vornehmlich Arabica-Sorten aus den Hochlagen Brasiliens. Der stark geröstete Kaffee ist mit seinen 1,5 Prozent Koffein sehr koffeinarm.
Wegen der aufwendigen Herstellungs- und Kontrollprozedur sowie der Verwendung hochwertiger Rohstoffe ist Illy-Kaffee vergleichsweise teuer und beim Endverbraucher nur schwach vertreten. Illy beliefert vor allem Cafés, Bars und gastronomische Betriebe sowie Unternehmen und Büros.
Illy-Espresso kann mit handelsüblichen Espressomaschinen und Kaffeevollautomaten zubereitet werden, es gibt auch ein einfach zu bedienendes und wartungsarmes System mit portionierten Kaffeepads (sogenannte Cialde, dabei werden 6,5 Gramm gemahlener Kaffee zwischen zwei dünne Spezialfilterblätter gepresst), wofür spezielle Automaten angeboten werden. Die ebenfalls zum Illy-Konzern gehörige Unternehmenssparte Francis Francis! produziert Espressomaschinen für den kommerziellen und privaten Einsatz.
Illy gilt international als führende Spitzenmarke im Warensegment Espresso, bei nahezu allen Vergleichstests konnte Illy geschmacklich am meisten überzeugen und stand bei den Testern an erster Stelle. Auch die Stiftung Warentest erkennt Illy beim Konkurrenztest mit anderen etablierten Anbietern die Spitzenposition zu.
In der Schweiz wird Illycaffè unter der Handelsmarke Amici vertrieben, da die Namensrechte in der Schweiz beim ehemaligen Partner Illy Café liegen, von dem sich Illy Caffè in den 1960er-Jahren getrennt hatte.